# Betão
Pour les articles homonymes, voir Amancio.
Ebert William Amâncio dit « Betão » est un footballeur italo-brésilien, né le 11 novembre 1983 à São Paulo. Il évolue au poste de défenseur central ou d'arrière droit.

## Palmarès
Il écrit les premières lignes de son palmarès au Brésil avec le SC Corinthians avec qui il est champion de São Paulo en 2003 et champion du Brésil en 2005.
Avec le Dynamo Kiev ensuite, il est champion d'Ukraine en 2009 et vainqueur de la Supercoupe d'Ukraine en 2009 et 2011.
Il est également finaliste de la Coupe de France en 2013 Avec Évian TG FC.